# Iver Hesselberg

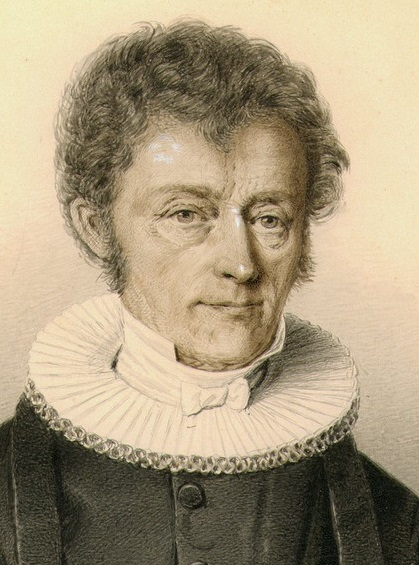
Iver Hesselberg

Iver Hesselberg (* 16. Dezember 1780 in Bragernes, heute Drammen; † 19. August 1844 in Aker, heute Stadtteil von Oslo) war ein norwegischer Pfarrer und Dichter.

## Leben
Seine Eltern waren der Hilfspfarrer und spätere Pfarrer Hans Iver Hesselberg (1753–1811) und dessen Frau Karen Paludan (1746–1821). Am 1. November 1809 heiratete er Alette Preus (15. Oktober 1786–28. Juli 1843), Tochter des Pfarrers Jacob Abrahamsen Preus (1733–1805) und dessen Frau Anne Elisabeth Arctander (1759–1808). Durch seine Tochter Elise Jacobine (1821–53) war er Großvater der norwegischen Malerin Asta Nørregaard. Er war ein Vorkämpfer für einen religiös begründeten Liberalismus und ein Anhänger Grundtvigs.
Hesselberg wuchs in Drammen auf. 1796 nahm er sein Studium in Kopenhagen auf, kehrte aber bald nach Norwegen zurück, wo er sich im Selbststudium auf das Examen vorbereitete. 1804 legte er sein theologisches Staatsexamen ab. Im Jahr danach wurde er Hilfskaplan bei seinem Vater in Spydeberg.
1813 wurde Hesselberg zum Pfarrer in Grue in der Landschaft Solør (Hedmark) ernannt, wo er etwas über 20 Jahre blieb. Dort wurde er mit dem dramatischsten Erlebnis seines Lebens, dem Brand der Kirche von Grue am 26. Mai 1822 konfrontiert. Der Brand entstand am Pfingstsonntag des Jahres in der alten Holzkirche während des Hochamtes, und da die Türen nach innen aufgingen, kamen mehr als 100 Menschen um. Hesselberg rettete sich durch einen Sprung durch das Fenster. Dieses traumatische Erlebnis trieb ihn zeitlebens um.
Bekannt wurde Hesselberg durch seinen Widerspruch gegen das Buch Christendommens Aand (Der Geist des Christentums) des früheren Kirchenministers und späteren Philosophieprofessors Niels Treschow, das er 1828 veröffentlicht hatte. Seiner Gegenschrift gab er den Titel Gjenlyd fra Fjeldet af Christ-Kirkens Røst (Der Stimme der christlichen Kirche Widerhall von den Bergen) (1829). Darin zeigte er sich als Anhänger Grundtvigs. Er wandte sich gegen Treschows Versuch, Vernunft, Tugend und Religion zu verschmelzen, und betonte stattdessen, dass die christliche Kirche ohne das historisch überlieferte Glaubensbekenntnis und den lebendigen persönlichen Glauben nicht überleben könne. Dieses Buch leitete einen Generationenwechsel in der Geistlichkeit ein, weg von der Aufklärungstheologie hin zur neuen Orthodoxie.
1830 veröffentlichte er ein Buch über die Herrnhuter Brüdergemeine, die seit 1820 besonders in Christiania blühte. Er kam selbst aus einer Familie, die dieser Bewegung nahestand, und hatte großes Verständnis für sie. Er meinte, dass sie im 18. Jahrhundert einen großen Beitrag zur religiösen Freiheit geleistet habe. Allerdings bezweifelte er, dass sie jetzt noch eine Existenzberechtigung habe und dass es richtig sei, wenn Pfarrer mit ihnen zusammenarbeiteten.
In den 30er Jahren hielt er auch vielbesuchte Vorlesungen über Pastoraltheologie in der Universität Christiania.
1834 wurde er Pfarrer in Aker, heute ein Stadtteil von Oslo. Unmittelbar, nachdem der König im Sommer 1836 das Storting aufgelöst hatte, hielt Hesselberg eine leidenschaftliche Predigt in der Kirche von Aker, die sofort als politische Stellungnahme zu diesem Ereignis kritisiert wurde, so von Welhaven in seiner Zeitung Den Constitutionelle. Hesselberg ließ die Predigt drucken und veröffentlichte zur Verteidigung unter dem Titel Christelig Liberalisme ein Buch, in dem er seine Gesellschaftslehre darstellte. Er forderte, dass die Freiheitsgedanken der Zeit auch in der Gesellschaft, der Politik und im kirchlichen Leben ihren Ausdruck finden müssten. Jede Form des Absolutismus widerstritten der historischen Entwicklung und der christlichen Kultur. Die einzige gottgefällige Staatsform sei die Republik oder die Demokratie. Nur wenn der Monarch einen demokratischen Gesellschaftsvertrag schließe, sei die Monarchie noch legitim. Das war seine Antwort auf die Auflösung des Stortings durch den König. Diese Stellungnahme führte dazu, dass er für die Periode 1839–1841 zum Delegierten von Akershus Amt ins Storting gewählt wurde. In der Kirchenkommission verfasste er eine Empfehlung zur Liberalisierung des Kirchenrechts und wandte sich gegen das sogenannte „Konventikkelplakat“. Nach seiner Auffassung waren Zwangsgesetze nicht mit dem christlichen Gedankengut vereinbar. „Schwärmer“ müssten von der geistlichen Seelsorge überzeugt und nicht vom Justizapparat unterdrückt werden.
Karriere machte Hesselberg nicht. Dazu nahm er einen zu selbständigen Standpunkt ein, der weder von seinen Kollegen noch von der konservativen Beamten-Aristokratie geteilt wurde. Aber gerade seine konsequente Entwicklung des Gedankens, dass Gott die Menschen als Gleiche geschaffen habe, spielte in der zweiten Hälfte des 19. Jahrhunderts eine besondere Rolle.

## Veröffentlichungen in Auswahl
- „Tria juncta in uno, Gud – Frihed – Fædreland“, in Hermoder Nr. 25/1821.
- Tale, holden den 1ste Juni 1822 ved deres Grav, som i Grue Kirkes Brand fandt Døden (Rede gehalten am 1. Juni 1822 am Grab derer, die bei dem Brand von Grues Kirche den Tod fanden) 1822.
- Gjenlyd fra Fjeldet af Christ-Kirkens Røst (Der christ-kirchlichen Stimme Widerhall von den Bergen) 1829.
- „Om Menneskehedens langsomme Fremskriden“ (Über das langsame Fortschreiten der Menschheit) in Almindeligt Norskt Maanedsskrivt 1832 S. 256–286
- Herrnhuterne eller de evangeliske Brødre. En Mærkværdighed i det attende Aarhundredes Kirkehistorie (Die Herrnhuter oder die evangelischen Brüder. Eine Merkwürdigkeit in der Kirchengeschichte des 18. Jahrhunderts), 1830
- Prædiken i Agers Kirke paa sjette Søndag efter Trefoldighed den 10de Juli 1836 (Predigt in der Kirche von Ager am siebten Sonntag nach Dreifaltigkeit, den 10. Juli 1836). 1836.
- Christelig Liberalisme. En Utvikling for Almeenheden af min Idee om vor Tids Frihedsstræben og dens Grund (Der Christliche Liberalismus. Eine Entfaltung meiner Idee über das heutige Freiheitsstreben und dessen Grund für die Allgemeinheit) 1837.